# Постпорођајна нега
Постпорођајна нега или постнатална нега, облике је здравствене превенције и надзора који би жена и њена беба требало да добију у првих 8 недеља након порођаја. Она укључује организацију и пружање постнаталне неге, идентификацију и решавање уобичајених и озбиљних здравствених проблема код жена и њихових беба, и све облике помоћи родитељима да успоставе чврсте односе са својим бебама и исхраном беба и мајке. Током ових недеља,  поред обуке патронажне сестре и акушери обављају постпорођајне прегледе и здравствени надзор над породиљама.

## Опште информације
Ново дете је радост за целу породицу, али оно захтева и прилагођавање породице и промену динамике које мајка имала са партнером. Током постпорођајног периода, макла и њен партнер ће можда провести мање квалитетног времена, што за нека може бити проблематично. Иако је ово неодољив и стресан период, постоје начини да се у нјему реше многи проблеми.
Оба партнера у постпорођајном периоди морају бити стрпљиви за почетак, и схватите да сваки пар пролази кроз промене након рођења детета. Потребно је време да се прилагоде, али ће убрзо схватитити да је брига о мајци и новорођенчету сваким даном све лакша.
Већина новопечених мајки се не враћа на посао најмање првих шест недеља након рођења детета. Ово даје времена да се прилагоди и развије нове однсе Пошто бебу треба често хранити и пресвлачити, мајја пролази кроз доста непроспаване ноћи. То може бити фрустрирајуће и заморно. Добр је да ће временом све прећи у рутину.

## Епидемиологија
На основи извештаја за 2020. гоодину у Великој Британији о материнском сдрављу и перинаталном морталитету показали су да жене и бебе из неких мањинских етничких средина и оне које живе у сиромашним подручјима имају повећан ризик од смрти и да им је можда потребно пажљивије праћење. Извештаји су показали да је:
- У поређењу са белим женама (8 на 100.000), ризик од смрти мајке током трудноће и до 6 недеља након рођења:
  - 4 пута већи код црних жена (34 на 100.000)
  - 3 пута већи код жена мешовите националности (25 на 100.000)
  - 2 пута већи код жена из азије (15 на 100.000; не укључује Кинескиње)
- Стопа неонаталне смртности око 50% већа код црних и азијских беба у поређењу са белим бебама (17 у поређењу са 25 на 10.000)
- Код жене које живе у угроженим подручјима до 2,5 пута је већа шанса да умру у поређењу са женама које живе у најугроженијим подручјима (6 у поређењу са 15 на 100.000)
- Стопа неонаталног морталитета расте у складу са нивоом депривације у областима у којима мајка живи, са скоро дупло више беба које умиру у најугроженијим областима у поређењу са областима које су најмање ускраћене (12 у поређењу са 22 на 10.000).

## Мере и поступци неге
Иако је највише пажње у нези труднице усмерено на девет месеци трудноће, послепорођајна нега  је такође важна. Постпартални период траје шест до осам недеља, почевши од дана рођења бебе.
У непосредним недељама након порођаја женама је потребна додатна нега, укључујући подршку партнера и породице. Пород и порођај су физички захтевни, као и дојење и чување новорођенчета. Због тога је веома важно да жене поврате снагу и одрже здравље док се прилагођавају животу са новом бебом. Према томе током овог периода, мајка пролази кроз многе физичке и емоционалне промене док учи да брине о свом новорођенчету. 
Нега после порођаја укључује правилан одмор, исхрану и негу вагине.

### Одмор
Одмор је кључан за нове мајке које треба да поврате снагу, кроз:
- спавање када беба спава
- спавања поред креветића бебе како би се мајци олакшало ноћно храњење

### Исхрана
Правилна и здрава исхрана је неопходна у овом периоду, због промена кроз које тело мајке прошло током трудноће и порођаја. Жене у постнаталном периоду морају да одржавају уравнотежену исхрану, баш као што су то чиниле током трудноће. Додавање гвожђа и фолне киселине такође треба да се настави 3 месеца након рођења. Жене које доје захтевају додатну храну и треба да пију довољно чисте воде. 
Више пажње требало би посветитити саветовању о исхрани са женама које су веома мршаве и са адолесцентима којима ће можда требати додатне информације које ће им помоћи да добију уравнотежену исхрану. У неким случајевима треба породиљу упутитити саветнику за исхрану, где је то могуће. Важно је напоменути да сиромаштво може забранити женама приступ одређеној храни. Истраживање јефтинијих опција може бити од помоћи у области саветовања. 

### Нега роднице
Нега роднице, има за циљ са смањи појаву болова, контракције материце и инфекацију роднице, материце и мокраћних путева. ===

### Исхране бебе
Препоруке о емоционалној везивању и храњењу бебе такође покривају постнатални период неге.  

## Праћење мајки од стране бабице
Приликом сваког постпорожајног контактаса породиљом,  бабица је дужна је процени  физичко здравље жене, укључујући следеће:
Код свих мајки
- симптоме и знаке инфекције
- бол
- вагинални исцедак и крварење
- функцију бешике
- функција црева
- нелагодност у брадавицама и дојкама и симптоме упале
- симптоме и знаке тромбоемболије
- симптоми и знаке анемије
- симптоми и знаке прееклампсије

Код мајки које су имале вагинални порођај
- зарастање перинеума[5]

Код мајки које су имале царски рез
- зарастање рана
- симптоми и знаци инфекције ране

## Праћење мајки са повећаним ризиком
У оквиру постнатпорођајне неге  посебна пажња посвећује се женама које су имале хипертензију, прееклампсију шечерну болест и тромбоемболију у трудноћи. Ове мере обухватају  постнатално испитивање, праћење и лечење.
- Жена са хроничном хипертензијом, захтевају  антихипертензивни третман током постнаталног периода, укључујући и дојење
- Жене са дијабетесом и гестацијским дијабетесом захтевају обавезно антидијабетесно лечење и исхрану.
- Жена са прееклампсијом и венском тромбоемболијом захтевају третмане који смањењу ризика од венске тромбоемболије у постпорођајном периоду.
- Антихипертензивни третман током постнаталног периода, укључујући и дојење

## Телесне промене
Поред емоционалних промена, мајка доживљава и промене у телу након порођаја, попут повећања телесне тежине. Губитак тежине се не дешава преко ноћи, зато мајка мора бити стрпљаива стрпљиви. Када лекар каже да је све у реду мајка би требало да почне са вежбама, односно умереном активношћу неколико минута дневно. Постепено повећавати дужину и интензитет вежбања, нешто касније упражњавати шетњу, пливање или аеробик.
Губитак тежине такође подразумева здраве, уравнотежене оброке који укључују воће, поврће и интегралне житарице. Свака нова мајка губи на тежини другачијим темпом, тако да  не треба упоређивати своје напоре за мршављење са другима. Дојење може помоћи да се брже смањи  вишак килограма јер повећава дневно сагоревање калорија.

### Повећање груди
Груди мајке ће се напунити млеком неколико дана након рођења бебе. Ово је нормалан процес, али оток (због затезања груду) може бити непријатан, али се временом побољшава. Да би се ублажила нелагодност, нанети топли или хладни облоге на груди. Болне брадавице од дојења обично нестају како се тело мајке прилагођава. Користити крему за брадавице јер може ублажити пуцање и бол.

### Затвор и инконтиненција
Како би се избегао затвор треба уностити пуно воде са храном која мора бити богата биљним влакнима која стимулишу функцију црева. 
Влакна такође могу ублажити појаву хемороиде, заједно са кремама које се купују без рецепта или седење у топлом воденом купатилу. 
Испијање воде такоже помаже у ублажавању проблема са мокрењем након порођаја. Ако се јави инконтиненција мокраће Кегелове вежбе могу да ојачају мишиће карличног дна.

### Промене карличног дна
Подручје између ректума и вагине је познато као међица или перинеум. Међица се често растеже али цепа током порођаја. Понекад ће лекар начинити рез овој области како би помогао породиљи при порођају. 
Након порођаја лекар може помоћи породиљи око санације карличног дна  извођењем Кегелових вежбе, масирањем подручја межице хладним облогама умотаним у пешкире и седењем на јастуку.

### Знојење
Хормонске промене могу изазвати ноћно  знојење након рођења бебе. Тегобе се могу смањити повременим уклањањем ћебади са кревета да се охладе.

### Болови
Смањење материце након порођаја може изазвати грчеве. Иако се бол временом смањује, код јачих болова лекар може одобрити примену безбедних аналгетика, против болова.

### Исцедак из вагине
Вагинални исцедак је типичан две до четири недеље након порођаја. Ово је начин на који  жене тело уклања крв и ткиво из материце. Све док траје исцедак требало би да жена не носи хигијенске улошке и да не престаје са испирање.
Не би требало користити тампоне или туширати вагину четири или шест недеља након порођаја или све док лекар то не одобри. Употреба ових средтава и метода  у периоду непосредно након порођаја може повећати ризик од инфекције материце.
Ако  вагинални исцедак непријатно мирише, обратити се лекару. 
Ако је присутно  јако вагинално крварење (засићење једног улошка у року од два сата), обавезно се консултовати са својим лекаром.

### Постпорођајна депресија
Рођење нове бебе може довести до многих емоционалних промена. Многе жене пролазе кроз период благе депресије након рођења бебе. Постоји потреба да се направи разлика између осећај потиштености, који се обично јавља у првој недељи и може трајати и до две недеље након рођења, и постнаталне депресије која је много тежа и обично траје дуже. 
Када мајка доживи слабост, умор, проблеме са спавањем или апетитом, онда може имати постнаталну потиштеност. Права постнатална депресија је када је жена знатно депресивна дуже од две недеље, довољно да поремети њене рутинске активности. Она такође може доживети било шта од следећих симптома:
- упорно тужно или анксиозно расположење, раздражљивост
- слабо интересовање или задовољство од активности које су некада биле пријатне
- потешкоће у обављању уобичајених радних, школских, кућних или друштвених активности
- негативна или безнадежна осећања према себи или свом новорођенчету
- више симптома ( болови, палпитације, утрнулост) без јасног физичког узрока.